# Paveh (míssil)
El Paveh (persa: پاوه) és un míssil de creuer terra-terra de llarg abast iranià i té un abast de 1.650 km (1.030 milles).

## Desenvolupament
El míssil Paveh és part de la família de míssils de creuer Soumar, que es va presentar el 2015 . El primer míssil de la família va ser el Soumar, que tenia un abast de 700 km.
El 2 de febrer de 2019, l'Iran va presentar el míssil de creuer Hoveyzah, un míssil terra-terra amb un abast de més de 1.350 quilòmetres.
El Paveh va ser presentat i exhibit al públic el 2 de febrer de 2023.

## Capacitats
Aquest míssil de creuer té un abast de 1.650 km (1.030 milles). Uutilitza ales retràctils al seu cos, i el motor també està fora del cos i està ubicat a la part superior.
Els míssils Paveh tenen la capacitat de prendre diferents camins per arribar a la meta. És a dir, abans d'assolir l'objectiu, circula en la mesura necessària i ataca l'objectiu des d'una altra direcció.
Una altra capacitat dels míssils de creuer Paveh és la capacitat d'aquests míssils d'atacar en massa i comunicar-se entre ells durant l'atac. En aquest mètode, un dels míssils actua com a líder del grup de míssils atacant i guia els altres míssils. Si cal, el líder del pilot envia un o més dels míssils objectiu i, de fet, els enceba per obrir el camí perquè altres míssils siguin impactats amb precisió.
Els mitjans de comunicació de la República Islàmica han anunciat que els nous míssils tenen un abast suficient per assolir Israel.